# Церковь Николая Чудотворца (Лукьяново)
Церковь Николая Чудотворца — приходской храм Подольской епархии Русской православной церкви в деревне Лукьяново Серпуховского района, Московской области построенный в 1835 году. Здание храма является объектом культурного наследия и находится под охраной государства. В настоящее время храм действует, ведутся богослужения.

## История строительства храма

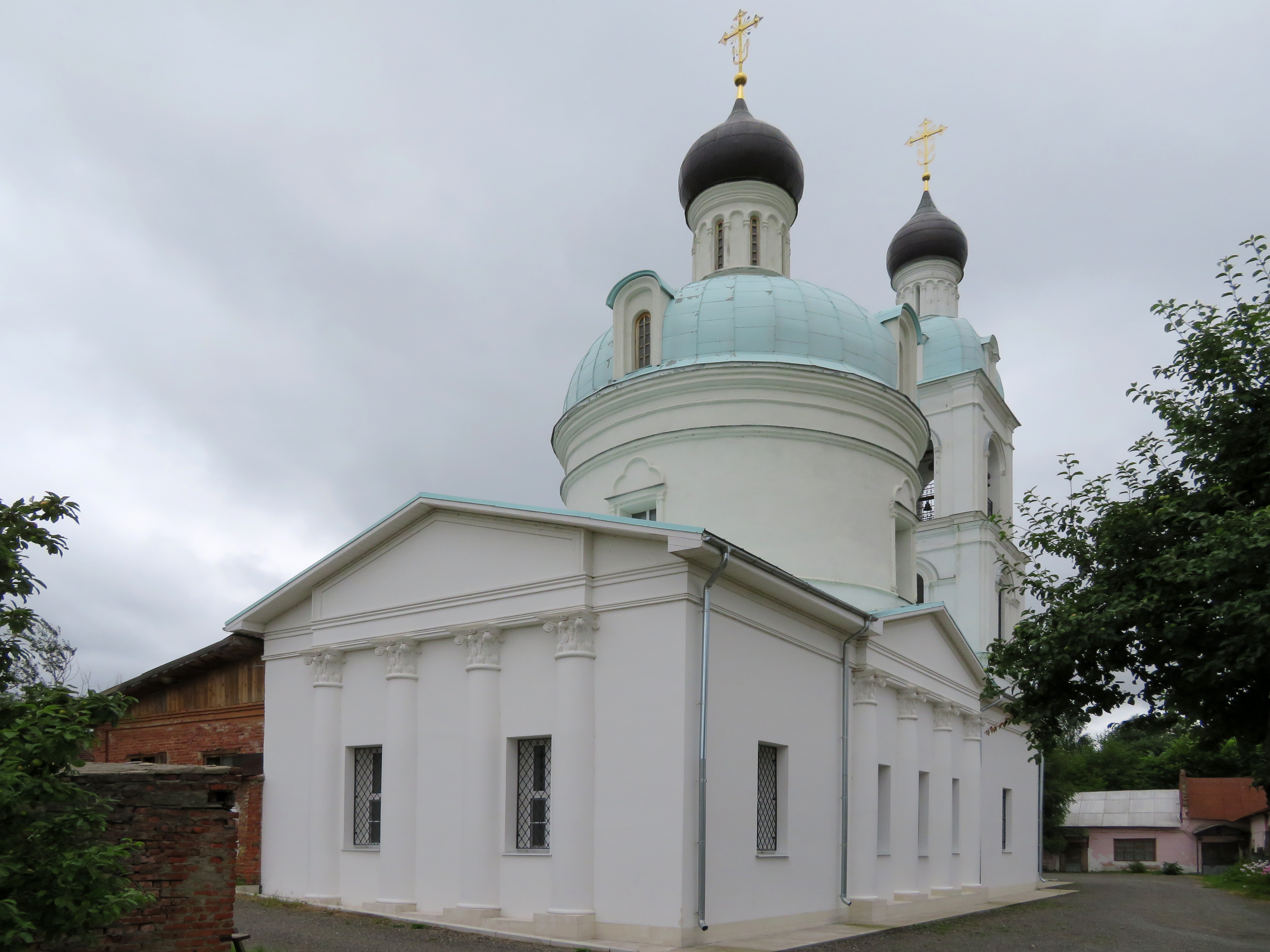
Восточный фасад храма

В 1831 году Дмитрий Степанов, местный помещик, обратился с просьбой к тульским епархиальным властям о разрешении взамен старой обветшалой церкви села построить новую Никольскую приходскую церковь в своём селе Лукьяново. Просьба была принята. В 1835 году Никольская церковь была построена как домовая усадебная. Своих земельных наделов храм не имел. Церковь возведена в формах позднего классицизма. Единое снаружи строение внутри расчленено пристенными пилонами на три части: восточную — алтарь, западную — притвор и центральную — собственно храм. Центральная часть храма перекрыта широким световым барабаном, боковые фасады выделены четырёхколонными портиками. В 1854 году к основному зданию пристроили колокольню.
В 1915 году, согласно данным клировой ведомости, при Никольском храме числились 338 прихожан. В 1926 году в селе числилась община из 60 верующих. Храм в Лукьянове был закрыт 17 апреля 1931 года. Строение разорили, колокольню и главку разрушили. Само здание перестроили и использовали как производственный цех. Летом 1932 года помещения церкви предполагалось занять межрайонным складом, позднее стали использовать как производственное помещение. Само здание было частично разрушено и обезображено пристройками, колокольня — разобрана.
Василий Аманов, уроженец села Лукьяново 1869 года рождения, являлся старостой церкви с 1921 по 1929 годы. В 1930 году был арестован, и обвинён в том, что в период НЭПа скупал землю у бедняков и засевал её различными культурами. Отправлен в ссылку на три года. Вернувшись, стал работать сторожем МТС. 8 марта 1938 года его вновь арестовали, и уже 11 марта «тройка УНКВД» приговорила к расстрелу по статье 58-10 Уголовного кодекса РСФСР: «агитация террористического характера». 20 марта приговор приведён в исполнение на Бутовском полигоне.

## Современное состояние
В сентябре 2000 года в церковь был назначен настоятелем отец Андрей Мышонков. Здание было освобождено от производственного оборудования. Разобраны два яруса капитальных перекрытий. Начались ремонтно-восстановительные работы: залита новая бетонная стяжка пола, заменены четыре окна светового барабана, переоборудовано освещение, установлен временный иконостас, оштукатурена и прошпаклёвана алтарная часть храма. 19 декабря 2002 года была отслужена первая Литургия, после чего в Никольском храме регулярно совершается Божественная литургия. В 2013 году был отреставрирован купол и восстановлена колокольня. Здание церкви оштукатурено и покрашено снаружи. Работает Воскресная школа.
Никольский храм является памятником архитектуры регионального значения на основании постановления Правительства Московской области «Об утверждении списка памятников истории и культуры» № 84/9 от 15 марта 2002 года.